# Zymer Bytyqi
Zymer Bytyqi (ur. 11 września 1996 w Sint-Truiden) – kosowsko-norweski piłkarz występujący w klubie Viking FK.

## Kariera klubowa
Zymer Bytyqi urodził się w Belgii, do której wyemigrowali jego rodzice kosowsko-albańskiego pochodzenia. W 1998 roku przeprowadzili się do Norwegii, gdzie Bytyqi rozpoczął karierę piłkarską. Mając 15 lat został zaproszony na testy do Newcastle United, Manchesteru United i Stoke City. W Tippeligaen zadebiutował jako gracz Sandnes Ulf 12 maja 2012 roku. Miał wówczas 15 lat i 260 dni, przez co stał się najmłodszym piłkarzem w historii ligi (rekord ten został pobity 13 kwietnia 2014 przez Martina Ødegaarda). W sierpniu tego samego roku podpisał obowiązujący od 1 stycznia 2013 kontrakt z Red Bullem Salzburg, który zapłacił za niego 5 milionów koron norweskich. Nie zdołał jednak zadebiutować w pierwszej drużynie tego zespołu i został wypożyczony do macierzystego klubu. Od 2015 roku jest graczem Viking FK.

## Kariera reprezentacyjna
Bytyqi przez wiele lat grał w juniorskich i młodzieżowych reprezentacjach Norwegii. 5 marca 2014 roku Bytyqi zadebiutował w reprezentacji Kosowa. W 57. minucie zremisowanego 0:0 meczu z Haiti zastąpił Ilira Azemiego. Był to pierwszy oficjalny mecz w historii reprezentacji Kosowa, mimo iż nie była ona jeszcze członkiem FIFA. Później Bytyqi ponownie jednak grał dla norweskich reprezentacji.